# نیروی مرزبانی جمهوری آذربایجان
نیروی مرزبانی جمهوری آذربایجان (به ترکی آذربایجانی: Azərbaycan Respublikası Dövlət Sərhəd Xidməti) یک نهاد دولتی می‌باشد، که مسئولیت کنترل و نگهداری مرزهای زمینی و دریایی جمهوری آذربایجان را بر عهده دارد.
این نیرو طبق فرمان شمارهٔ ۷۴۰ رئیس جمهوری آذربایجان مورخ ۳۱ ژوئیه سال ۲۰۰۲ برابر با ۹ مرداد ۱۳۸۱ بنیان‌گذاری گردید.

## تاریخچه
رسته‌های نیروهای مسلح جمهوری آذربایجان تحت وزارت دفاع که با دستور جمهوری دمکراتیک آذربایجان به سال ۱۹۱۹ به تأسیس رسیده بود، راه‌اندازی شدند. پس از سقوط این حکومت به دست بلشویکها، وزارت دفاع و نهادهای تابع آن منتفی گردیدند.
تأسیس شوروی زمینه‌ساز استمرار فعالیت نیروی مرزبانی تحت وزارت امنیت ملی شد.

## عملکرد
نیروی مرزبانی جمهوری آذربایجان بر مبانی قانون اساسی، قوانین و فرمان‌های ریاست جمهوری و کابینهٔ دولت جمهوری آذربایجان و قراردادهای بین‌المللی امضا شده از سوی این کشور و قوانین حقوق نیرو مرزبانی عمل می‌کند.
مرزبانی جمهوری آذربایجان تعهدات خود را یا به‌طور بلاواسطه، یا از طریق به‌کارگیری سازمان‌ها و نهادهای تابع خود به جا می‌آورد. ساختار سازمانی این نیرو دربردارندهٔ ادارات کل، ادارات، شعب و سایر نهادها می‌باشد. سیستم واحد نهاد مرکزی نیروی مرزبانی به زیرمجموعه‌هایی همچون یگان‌های مرزبانی، نیروهای دریایی و هوایی نظامی، گاردهای کنترل مرزی، واحدهای نظامی و سایر بخش‌های ساختاری در خود جای می‌دهد.